# Karel I. Anžujski
Karel I. Anžujski (• Pariz, 21. marca 1226, † Foggia, 7. januarja 1285), grof Anžuja (Anjou) in Maina, grof Provanse in Forcalquiera, kralj Sicilije, kralj Neaplja, princ Taranta, kralj Albanije, princ Ahaje in kralj Jeruzalema.
Bil je sin francoskega kralja Ludvika VIII. in Blanke Kastiljske ter brat francoskega kralja Ludvika IX.. Leta 1266 je za račun papeža Klemna IV. osvojil Kraljevino Sicilijo, od katere pa je ohranil samo celinski del, Neapeljsko kraljestvo, in bil njegov kralj od 1266. do smrti.
Prestavil je sicilsko prestolnico iz Palerma v Neapelj in pozneje se je tudi sam umaknil z otoka. S tem je dejansko razdelil Kraljevino Sicilijo na dva dela, celinskega in otoškega. Uradno je bila delitev potrjena leta 1302: nastalo je Neapeljsko kraljestvo, to je južna Italija, medtem ko je Sicilija pripadla Aragoncem pod imenom Trinacria. 
Karel I. Anžujski je nadaljeval z osvajanjem Sredozemlja. Osvojil je albansko obalo (Drač) in del grške (Ahajo), oklical se je za kralja Albanije in se pripravljal za napad na Bizanc in Jeruzalem. Davki na Siciliji so bili veliki, pa tudi vladarji ogroženih držav so se ga bali in so podpihovali upor Sicilijancev. Tako je 1282. prišlo v Palermu do upora poznanega kot sicilske večernice, ki ga je z invazijo podprl aragonski kralj Peter III. in zavzel Sicilijo, ki je tako prišla pod aragonsko oblast.
Po porazu na Siciliji so se Karlu težave samo še kopičile. Po uničenju njegove mornarice pri Malti so začeli Aragonci ogrožati tudi njegovo posest na celini. Da bi razbremenil položaj, je z blagoslovom papeža nagovoril svojega nečaka, francoskega kralja Filipa III., h križarski vojni proti Aragoniji v Španiji. Med tem so Aragonci ujeli njegovega sina, tudi Karla, ko je neuspešno skušal braniti neapeljski zaliv.

Karel I. je 1285. med obrambo Apulije in Kalabrije umrl in nasledil ga je sin Karel II. Anžujski z vzdevkom Hromi.